# Charles Boysset
Charles Guillaume Boysset est un homme politique français né le 29 avril 1817 à Chalon-sur-Saône (Saône-et-Loire) et décédé le 22 mai 1901 à Paris.

## Biographie
Avocat, républicain de conviction, il est nommé procureur à Chalon-sur-Saône après la révolution de 1848. Il est toutefois rapidement révoqué car trop à gauche. Il collabore alors au journal Le Peuple de Proudhon. 
Il est député de Saône-et-Loire de 1849 à 1851, siégeant à la Montagne, à l'extrême-gauche. Il est arrêté lors du coup d’État du 2 décembre 1851 et exilé jusqu'en 1867. Il est maire de Chalon-sur-Saône après le 4 septembre 1870. Il est élu représentant de Saône-et-Loire lors des élections complémentaires du 2 juillet 1871, après avoir échoué aux élections générales du 8 février. Il sera réélu sans discontinuer jusqu'à sa mort en 1901 . Il siège à l'Union républicaine. 
Il fut l'un des « 363 » qui refusèrent la confiance au gouvernement de Broglie, lors de la crise du 16 mai 1877.  
Il n'a cessé de réclamer l'abrogation du Concordat, la suppression du budget des cultes.  
Il a combattu la loi établissant le scrutin de liste. Après 1881, il siège au groupe de la Gauche radicale, dont il devient président. De 1898 à 1901, il est le doyen de la Chambre.
Conseiller général pour le canton de Chalon-sur-Saône-Nord de 1871 à 1886, il est président du conseil général de Saône-et-Loire de 1871 à 1882.

## Publications
Catéchisme du XIXe siècle, Bibliothèque libérale,  Paris : Degorce-Cadot, 1868, 261 p.
L'Allemagne, extrait de la "Réforme économique",  Rouen,  impr. de L. Deshays1876,  23 p.
Aux Électeurs. "Sursum corda !" ,  Paris : Degorce-Cadot , 1869, 78 p.
La Liberté du suffrage,  Paris : Librairie du suffrage universel , 1875, 31 p.